# Lijst van vlaggen van Belgische deelgebieden
Dit artikel bevat een lijst van vlaggen van Belgische deelgebieden. Bestuurlijk gezien bestaat België uit gewesten, gemeenschappen, provincies en gemeenten.

## Vlaggen van gewesten
| Kaart | Gewest                         | Vlag | Artikel over de vlag                        | Ratio | Ingebruikname  |
| ----- | ------------------------------ | ---- | ------------------------------------------- | ----- | -------------- |
|       | Brussels Hoofdstedelijk Gewest |      | Vlag van het Brussels Hoofdstedelijk Gewest | 2:3   | 9 januari 2015 |
|       | Vlaams Gewest                  |      | Vlag van Vlaanderen                         | 2:3   | 10 mei 1988    |
|       | Waals Gewest                   |      | Vlag van Wallonië                           | 2:3   | 15 juli 1998   |

## Vlaggen van gemeenschappen
| Kaart | Gemeenschap                   | Vlag | Artikel over de vlag                      | Ratio | Ingebruikname   |
| ----- | ----------------------------- | ---- | ----------------------------------------- | ----- | --------------- |
|       | Duitstalige Gemeenschap       |      | Vlag van de Duitstalige Gemeenschap       | 2:3   | 1 oktober 1990  |
|       | Franse Gemeenschap            |      | Vlag van Wallonië                         | 2:3   | 15 juli 1998    |
|       | Vlaamse Gemeenschap           |      | Vlag van Vlaanderen                       | 2:3   | 10 mei 1988     |
|       | Franse Gemeenschapscommissie  |      | Vlag van de Franse Gemeenschapscommissie  | 2:3   | 30 juni 1992    |
|       | Vlaamse Gemeenschapscommissie |      | Vlag van de Vlaamse Gemeenschapscommissie | 2:3   | 4 december 1992 |

## Vlaggen van provincies

### Vlaanderen
| Kaart | Provincie       | Vlag | Artikel over de vlag     | Ratio | Ingebruikname    |
| ----- | --------------- | ---- | ------------------------ | ----- | ---------------- |
|       | Antwerpen       |      | Vlag van Antwerpen       | 2:3   | 18 oktober 1996  |
|       | Limburg         |      | Vlag van Limburg         | 2:3   | 8 mei 1996       |
|       | Oost-Vlaanderen |      | Vlag van Oost-Vlaanderen | 2:3   | 14 december 1998 |
|       | Vlaams-Brabant  |      | Vlag van Vlaams-Brabant  | 2:3   | 17 januari 1995  |
|       | West-Vlaanderen |      | Vlag van West-Vlaanderen | 2:3   | 27 mei 1997      |

### Wallonië
| Kaart | Provincie     | Vlag | Artikel over de vlag   | Ratio | Ingebruikname    |
| ----- | ------------- | ---- | ---------------------- | ----- | ---------------- |
|       | Henegouwen    |      | Vlag van Henegouwen    | 2:3   | Onofficiële vlag |
|       | Luik          |      | Vlag van Luik          | 2:3   | Onofficiële vlag |
|       | Luxemburg     |      | Vlag van Luxemburg     | 2:3   | 3 maart 1955     |
|       | Namen         |      | Vlag van Namen         | 2:3   | 15 oktober 1953  |
|       | Waals-Brabant |      | Vlag van Waals-Brabant | 13:15 | 2 januari 1995   |

### Voormalige provincies
| Kaart | Provincie | Vlag | Artikel over de vlag | Ratio | Ingebruikname    |
| ----- | --------- | ---- | -------------------- | ----- | ---------------- |
|       | Brabant   |      | Vlag van Brabant     | 2:3   | Onofficiële vlag |

## Vlaggen van streken
| Kaart | Streek   | Vlag | Artikel over de vlag | Ratio | Ingebruikname |
| ----- | -------- | ---- | -------------------- | ----- | ------------- |
|       | Waasland |      | Vlag van Waasland    | 2:3   |               |

Albanië · Andorra · Argentinië · Australië · Bahrein · België · Bolivia · Bosnië en Herzegovina · Brazilië · Bulgarije · Canada · Chili · China · Colombia · Comoren · Costa Rica · Denemarken · Dominicaanse Republiek · Duitsland · Ecuador · Egypte · El Salvador · Estland · Ethiopië · Filipijnen · Finland · Frankrijk · Gabon · Georgië · Ghana · Griekenland · Guatemala · Guyana · Honduras · Hongarije · Ierland · India · Indonesië · Irak · Italië · Japan · Kazachstan · Kenia · Kirgizië · Koeweit · Kroatië · Liberia · Litouwen · Maleisië · Marshalleilanden · Mexico · Micronesië · Moldavië · Mongolië · Myanmar · Nederland · Nicaragua · Nieuw-Zeeland · Nigeria · Noorwegen · Oeganda · Oekraïne · Oostenrijk · Pakistan · Palau · Panama · Papoea-Nieuw-Guinea · Paraguay · Peru · Polen · Portugal · Roemenië · Rusland · Salomonseilanden · Sao Tomé en Principe · Servië · Slowakije · Soedan · Somalië · Spanje · Sri Lanka · Suriname · Tanzania · Thailand · Trinidad en Tobago · Tsjechië · Uruguay · Vanuatu · Venezuela · Verenigd Koninkrijk · Verenigde Arabische Emiraten · Verenigde Staten · Wit-Rusland · Zuid-Afrika · Zuid-Korea · Zuid-Soedan · Zweden · Zwitserland
Historisch: Joegoslavië · Oostenrijk-Hongarije · Sovjet-Unie
Zie ook: Vlaggenlijsten per land · Vlaggen van afhankelijke gebieden · Vlaggen van gemeenten (per land)